# FC Dinamo București în sezonul 1974-1975
Sezonul 1974-75 este al 26-lea sezon pentru FC Dinamo București în Divizia A. Dinamo a dominat categoric campionatul intern, începând cu o serie de șase victorii consecutive și instalându-se rapid pe prima poziție pe care nu a mai cedat-o până la final. În schimb, a părăsit din nou Cupa României încă din faza șaisprezecimilor. În Europa, Dinamo a trecut de primul tur al Cupei UEFA, dar a fost eliminată în runda secundă, de echipa germană FC Köln. Cu 33 de goluri marcate în campionat, Dudu Georgescu a devenit golgheterul Diviziei A și a câștigat Gheata de Aur, fiind primul fotbalist român laureat cu un premiu european.

## Rezultate
| Divizia A | Divizia A          | Divizia A             | Divizia A | Divizia A |
| Etapa     | Data               | Adversar              | Stadion   | Rezultat  |
| --------- | ------------------ | --------------------- | --------- | --------- |
| 1         | 11 august 1974     | CSM Reșița            | acasă     | 2-1       |
| 2         | 17 august 1974     | CFR Cluj              | deplasare | 2-0       |
| 3         | 25 august 1974     | Steaua București      | acasă     | 2-0       |
| 4         | 28 august 1974     | ASA Târgu Mureș       | acasă     | 5-1       |
| 5         | 1 septembrie 1974  | UTA                   | deplasare | 1-0       |
| 6         | 8 septembrie 1974  | FC Argeș              | acasă     | 3-2       |
| 7         | 14 septembrie 1974 | Sportul Studențesc    | deplasare | 0-1       |
| 8         | 28 septembrie 1974 | Chimia Râmnicu Vâlcea | deplasare | 2-0       |
| 9         | 19 octombrie 1974  | FCM Galați            | acasă     | 2-0       |
| 10        | 27 octombrie 1974  | FC Constanța          | deplasare | 1-1       |
| 11        | 1 noiembrie 1974   | Jiul Petroșani        | acasă     | 3-1       |
| 12        | 10 noiembrie 1974  | Olimpia Satu Mare     | deplasare | 0-1       |
| 13        | 17 noiembrie 1974  | U Craiova             | acasă     | 1-0       |
| 14        | 20 noiembrie 1974  | Poli Timișoara        | deplasare | 1-2       |
| 15        | 24 noiembrie 1974  | U Cluj                | acasă     | 2-0       |
| 16        | 30 noiembrie 1974  | Poli Iași             | deplasare | 4-3       |
| 17        | 8 decembrie 1974   | Steagul Roșu Brașov   | acasă     | 1-0       |
| 18        | 2 martie 1975      | CSM Reșița            | deplasare | 2-2       |
| 19        | 8 martie 1975      | CFR Cluj              | acasă     | 1-0       |
| 20        | 15 martie 1975     | Steaua București      | deplasare | 3-1       |
| 21        | 23 martie 1975     | ASA Târgu Mureș       | deplasare | 0-2       |
| 22        | 26 martie 1975     | UTA                   | acasă     | 2-0       |
| 23        | 5 aprilie 1975     | FC Argeș              | deplasare | 2-2       |
| 24        | 9 aprilie 1975     | Sportul Studențesc    | acasă     | 3-0       |
| 25        | 23 aprilie 1975    | Chimia Râmnicu Vâlcea | acasă     | 5-0       |
| 26        | 27 aprilie 1975    | FCM Galați            | deplasare | 1-2       |
| 27        | 4 mai 1975         | FC Constanța          | acasă     | 3-3       |
| 28        | 14 mai 1975        | Jiul Petroșani        | deplasare | 0-2       |
| 29        | 18 mai 1975        | Olimpia Satu Mare     | acasă     | 5-0       |
| 30        | 25 mai 1975        | U Craiova             | deplasare | 0-3       |
| 31        | 8 iunie 1975       | Poli Timișoara        | acasă     | 2-2       |
| 32        | 11 iunie 1975      | U Cluj                | deplasare | 0-1       |
| 33        | 23 iunie 1975      | Poli Iași             | acasă     | 1-2       |
| 34        | 29 iunie 1975      | Steagul Roșu Brașov   | deplasare | 1-2       |

| Câștigătorii Diviziei A, ediția 1974-75 |
| --------------------------------------- |
| Dinamo București Al Optulea Titlu       |

| Cupa României | Cupa României     | Cupa României   | Cupa României | Cupa României |
| Etapa         | Data              | Adversar        | Stadion       | Rezultat      |
| ------------- | ----------------- | --------------- | ------------- | ------------- |
| șaisprezecimi | 13 noiembrie 1974 | Rapid București | București     | 1-2           |

| Legendă    |
| ---------- |
| victorie   |
| egal       |
| înfrângere |

## Cupa UEFA
Turul întâi
| 18 septembrie 1974 | Boluspor | 0 – 1               | Dinamo București | Bolu Ataturk, Bolu Spectatori: 2.116 Arbitru: Ciacci (Italia) |
| 18 septembrie 1974 |          | Radu Nunweiller 36' |                  | Bolu Ataturk, Bolu Spectatori: 2.116 Arbitru: Ciacci (Italia) |

| 2 octombrie 1974 | Dinamo București                                         | 3 – 0 | Boluspor | Stadionul Dinamo, București Spectatori: 15.000 Arbitru: Kuston (Polonia) |
| 2 octombrie 1974 | Cornel Dinu 36' Florea Dumitrache 58' Mircea Lucescu 85' |       |          | Stadionul Dinamo, București Spectatori: 15.000 Arbitru: Kuston (Polonia) |

Dinamo s-a calificat mai departe cu scorul general de 4-0.
Turul al doilea
| 23 octombrie 1974 | Dinamo București | 1 – 1 | 1. FC Köln   | Stadionul Dinamo, București Spectatori: 30.000 Arbitru: Kitabdjian (Franța) |
| 23 octombrie 1974 | Cornel Dinu 65'  |       | Lauscher 41' | Stadionul Dinamo, București Spectatori: 30.000 Arbitru: Kitabdjian (Franța) |

| 5 noiembrie 1974 | 1. FC Köln                             | 3 – 2 | Dinamo București                      | Müngersdorfer Stadion, Köln Spectatori: 14.246 Arbitru: Jelinek (Cehoslovacia) |
| 5 noiembrie 1974 | Overath 18' H.Neumann 58' D.Muller 73' |       | Alexandru Custov 3' Dudu Georgescu 8' | Müngersdorfer Stadion, Köln Spectatori: 14.246 Arbitru: Jelinek (Cehoslovacia) |

FC Köln s-a calificat mai departe cu scorul general de 4-3.

## Echipa
Portari: Iosif Cavai (2 jocuri / 0 goluri), Mircea Constantinescu (32/0), Constantin Traian Ștefan (1/0).
Fundași: Florin Cheran (31/0), Augustin Deleanu (33/0), Vasile Dobrău (32/0), Teodor Lucuță (3/0), Gabriel Sandu (25/2), Alexandru Sătmăreanu (29/3).
Mijlocași: Cornel Dinu (30/3), Ion Marin (6/0), George Marincel (1/0), Radu Nunweiller (29/2), Viorel Sălceanu (5/1), Marian Vlad (1/0).
Atacanți: Ionel Augustin (5/0), Alexandru Custov (31/2), Florea Dumitrache (10/4), Dudu Georgescu (31/33), Mircea Lucescu (31/4), Alexandru Moldovan (11/0), Cristian Vrînceanu (8/0), Toma Zamfir (31/8).

### Transferuri
La începutul sezonului este transferat Constantin Ștefan de la U.Cluj. George Marincel este transferat în pauza de iarnă de la Viitorul Scornicești. Sunt cedați Florian Dumitrescu la Steaua și Viorel Sălceanu la FC Galați.
Sunt promovați de la echipa de tineret Marin Ion și Ionel Augustin.